# Atila Storni
Átila Teixeira Storni (nascido em 24 de julho de 1961) é um ex-jogador brasileiro de futsal, que atuava na posição de ala. Átila fez parte da Seleção Brasileira de Futsal que conquistou o primeiro título mundial em 1989.